# Neutrofilowy czynnik cytozolowy nr. 1
Neutrofilowy czynnik cytozolowy nr. 1, także zwany jako p47phox, jest białkiem kodowanym poprzez gen NCF1 w ludziach.

## Funkcja
Białko które jest kodowane przez ten gen jest podjednostką 47 kDa cytozolowego neutrofilu dinukleotydu nikotynoamidoadeninowego. Ta oksydaza jest enzymem wieloskładnikowym, co jest aktywizowana do produkcji anionu ponadtlenkowego. Mutacje w tym genie są powiązane z przewlekłą chorobą ziarniniakową.
Zmienność genetyczna w genie NCF1 była odkryta jako czynnik wyższej szansy choroby autoimmunologicznej jak zespół Sjögrena, reumatoidalne zapalenie stawów i toczeń rumieniowaty.
P47 jest istotny do aktywacji oksydazy NADPH; to się dzieje kiedy p47 zostaje ciężko fosforylowany.

## Interakcje
Neutrofilowy czynnik cytozolowy nr. 1 jest znany za interakcje białko-białko z:
- Moezyną[4],
- Neutrofilowym czynnikiem cytozolowym nr.4[5][5][6], i
- RELA[7].